# Iglesia Zlătari
La iglesia Zlătari (en rumano: Biserica Zlătari) es un conocido e importante templo de la Iglesia cristiana ortodoxa rumana, situado en la céntrica Calea Victoriei de Bucarest, Rumanía. Su denominación popular deriva de un término eslavo que significa orfebre, en referencia a la proximidad de cofradías de plateros que parecen haber habido antiguamente en esta zona. Su advocación corresponde a la Natividad de Nuestra Señora (Nașterea Maicii Domnului).
La iglesia que hoy existe fue levantada a mediados del siglo XIX, tras varios seísmos que tuvieron lugar en la primera mitad de aquel siglo. Hay referencias de iglesias anteriores bajo el mecenazgo de la familia Cantacuzino, de 1705 y 1635 (de madera), en este lugar. Está trazada en un estilo, mezcla afortunada de elementos bizantinos y del estilo brâncovenesc. La iglesia tenía estatuto de monasterio y poseía tierras, tiendas y otros bienes inmuebles, siendo una de las más ricas de Valaquia. Está ornamentada en su interior con iconos de George Tattarascu (1853-1856), y conserva reliquias muy estimadas por los fieles como la mano derecha de San Cipriano, alojada frente al altar mayor.